# F1優勝者の一覧
F1優勝者の一覧（F1ゆうしょうしゃのいちらん）は、FIA フォーミュラ1世界選手権（以下F1世界選手権）で優勝経験を持つものの一覧を示す。対象は1950年以降のF1世界選手権及び1950年から1960年までのインディ500に参戦したレーシングドライバーである。

## 概要
F1開催初年度の1950年から2024年までの75年間で以下の105人（インディ500のみ参戦したドライバーを含むと115人）が優勝している。
記録は2024年アブダビグランプリ終了時点。

## 1950年代
15人のドライバーが初勝利を挙げた。
| 年   | ドライバー                   | 初優勝を挙げたレース | コンストラクター        |
| ---- | ---------------------------- | -------------------- | ----------------------- |
| 1950 | ジュゼッペ・ファリーナ       | 開幕戦イギリスGP     | アルファロメオ          |
| 1950 | ファン・マヌエル・ファンジオ | 第2戦モナコGP        | アルファロメオ          |
| 1951 | ルイジ・ファジオーリ         | 第4戦フランスGP      | アルファロメオ          |
| 1951 | フロイラン・ゴンザレス       | 第5戦イギリスGP      | フェラーリ              |
| 1951 | アルベルト・アスカリ         | 第6戦ドイツGP        | フェラーリ              |
| 1952 | ピエロ・タルッフィ           | 開幕戦スイスGP       | フェラーリ              |
| 1953 | マイク・ホーソーン           | 第5戦フランスGP      | フェラーリ              |
| 1955 | モーリス・トランティニアン   | 第2戦モナコGP        | フェラーリ              |
| 1955 | スターリング・モス           | 第6戦イギリスGP      | メルセデス              |
| 1956 | ルイジ・ムッソ               | 開幕戦アルゼンチンGP | フェラーリ              |
| 1956 | ピーター・コリンズ           | 第4戦ベルギーGP      | フェラーリ              |
| 1957 | トニー・ブルックス           | 第5戦イギリスGP      | ヴァンウォール          |
| 1959 | ジャック・ブラバム           | 開幕戦モナコGP       | クーパー-クライマックス |
| 1959 | ヨアキム・ボニエ             | 第3戦オランダGP      | BRM                     |
| 1959 | ブルース・マクラーレン       | 最終戦アメリカGP     | クーパー-クライマックス |

## 1960年代
17人のドライバーが初勝利を挙げた。
| 年   | ドライバー                         | 初優勝を挙げたレース | コンストラクター （ ）内はノンワークスチーム |
| ---- | ---------------------------------- | -------------------- | -------------------------------------------- |
| 1960 | フィル・ヒル                       | 第9戦イタリアGP      | フェラーリ                                   |
| 1961 | ヴォルフガング・フォン・トリップス | 第2戦オランダGP      | フェラーリ                                   |
| 1961 | ジャンカルロ・バゲッティ           | 第4戦フランスGP      | フェラーリ（FISA）                           |
| 1961 | イネス・アイルランド               | 最終戦アメリカGP     | ロータス-クライマックス                      |
| 1962 | グラハム・ヒル                     | 開幕戦オランダGP     | BRM                                          |
| 1962 | ジム・クラーク                     | 第3戦ベルギーGP      | ロータス-クライマックス                      |
| 1962 | ダン・ガーニー                     | 第4戦フランスGP      | ポルシェ                                     |
| 1963 | ジョン・サーティース               | 第6戦ドイツGP        | フェラーリ                                   |
| 1964 | ロレンツォ・バンディーニ           | 第7戦オーストリアGP  | フェラーリ                                   |
| 1965 | ジャッキー・スチュワート           | 第8戦イタリアGP      | BRM                                          |
| 1965 | リッチー・ギンサー                 | 最終戦メキシコGP     | ホンダ                                       |
| 1966 | ルドヴィコ・スカルフィオッティ     | 第7戦イタリアGP      | フェラーリ                                   |
| 1967 | ペドロ・ロドリゲス                 | 開幕戦南アフリカGP   | クーパー-マセラティ                          |
| 1967 | デニス・ハルム                     | 第2戦モナコGP        | ブラバム-レプコ                              |
| 1968 | ジャッキー・イクス                 | 第6戦フランスGP      | フェラーリ                                   |
| 1968 | ジョー・シフェール                 | 第7戦イギリスGP      | ロータス-フォード（ロブ・ウォーカー）        |
| 1969 | ヨッヘン・リント                   | 第10戦アメリカGP     | ロータス-フォード                            |

## 1970年代
22人のドライバーが初勝利を挙げた。
| 年   | ドライバー                     | 初優勝を挙げたレース | コンストラクター      |
| ---- | ------------------------------ | -------------------- | --------------------- |
| 1970 | クレイ・レガツォーニ           | 第10戦イタリアGP     | フェラーリ            |
| 1970 | エマーソン・フィッティパルディ | 第12戦アメリカGP     | ロータス-フォード     |
| 1971 | マリオ・アンドレッティ         | 開幕戦南アフリカGP   | フェラーリ            |
| 1971 | ピーター・ゲシン               | 第9戦イタリアGP      | BRM                   |
| 1971 | フランソワ・セベール           | 最終戦アメリカGP     | ティレル-フォード     |
| 1972 | ジャン＝ピエール・ベルトワーズ | 第4戦モナコGP        | BRM                   |
| 1973 | ロニー・ピーターソン           | 第8戦フランスGP      | ロータス-フォード     |
| 1973 | ピーター・レブソン             | 第9戦イギリスGP      | マクラーレン-フォード |
| 1974 | カルロス・ロイテマン           | 第3戦南アフリカGP    | ブラバム-フォード     |
| 1974 | ニキ・ラウダ                   | 第4戦スペインGP      | フェラーリ            |
| 1974 | ジョディー・シェクター         | 第7戦スウェーデンGP  | ティレル-フォード     |
| 1975 | カルロス・パーチェ             | 第2戦ブラジルGP      | ブラバム-フォード     |
| 1975 | ヨッヘン・マス                 | 第4戦スペインGP      | マクラーレン-フォード |
| 1975 | ジェームス・ハント             | 第8戦オランダGP      | ヘスケス-フォード     |
| 1975 | ヴィットリオ・ブランビラ       | 第12戦オーストリアGP | マーチ-フォード       |
| 1976 | ジョン・ワトソン               | 第11戦オーストリアGP | ペンスキー-フォード   |
| 1977 | グンナー・ニルソン             | 第7戦ベルギーGP      | ロータス-フォード     |
| 1977 | ジャック・ラフィット           | 第8戦スウェーデンGP  | リジェ-マトラ         |
| 1977 | アラン・ジョーンズ             | 第12戦オーストリアGP | シャドウ-フォード     |
| 1978 | パトリック・デパイユ           | 第5戦モナコGP        | ティレル-フォード     |
| 1978 | ジル・ヴィルヌーヴ             | 最終戦カナダGP       | フェラーリ            |
| 1979 | ジャン＝ピエール・ジャブイーユ | 第8戦フランスGP      | ルノー                |

## 1980年代
14人のドライバーが初勝利を挙げた。
| 年   | ドライバー               | 初優勝を挙げたレース       | コンストラクター      |
| ---- | ------------------------ | -------------------------- | --------------------- |
| 1980 | ルネ・アルヌー           | 第2戦ブラジルGP            | ルノー                |
| 1980 | ネルソン・ピケ           | 第4戦アメリカ西GP          | ブラバム-フォード     |
| 1980 | ディディエ・ピローニ     | 第5戦ベルギーGP            | リジェ-フォード       |
| 1981 | アラン・プロスト         | 第8戦フランスGP            | ルノー                |
| 1982 | リカルド・パトレーゼ     | 第6戦モナコGP              | ブラバム-フォード     |
| 1982 | パトリック・タンベイ     | 第12戦ドイツGP             | フェラーリ            |
| 1982 | エリオ・デ・アンジェリス | 第13戦オーストリアGP       | ロータス-フォード     |
| 1982 | ケケ・ロズベルグ         | 第14戦スイスGP             | ウィリアムズ-フォード |
| 1982 | ミケーレ・アルボレート   | 最終戦シーザーズ・パレスGP | ティレル-フォード     |
| 1985 | アイルトン・セナ         | 第2戦ポルトガルGP          | ロータス-ルノー       |
| 1985 | ナイジェル・マンセル     | 第14戦ヨーロッパGP         | ウィリアムズ-ホンダ   |
| 1986 | ゲルハルト・ベルガー     | 第15戦メキシコGP           | ベネトン-BMW          |
| 1989 | ティエリー・ブーツェン   | 第6戦カナダGP              | ウィリアムズ-ルノー   |
| 1989 | アレッサンドロ・ナニーニ | 第15戦日本GP               | ベネトン-フォード     |

## 1990年代
10人のドライバーが初勝利を挙げた。
| 年   | ドライバー                       | 初優勝を挙げたレース   | コンストラクター        |
| ---- | -------------------------------- | ---------------------- | ----------------------- |
| 1992 | ミハエル・シューマッハ           | 第12戦ベルギーGP       | ベネトン-フォード       |
| 1993 | デイモン・ヒル                   | 第11戦ハンガリーGP     | ウィリアムズ-ルノー     |
| 1995 | ジャン・アレジ                   | 第6戦カナダGP          | フェラーリ              |
| 1995 | ジョニー・ハーバート             | 第8戦イギリスGP        | ベネトン-ルノー         |
| 1995 | デビッド・クルサード             | 第13戦ポルトガルGP     | ウィリアムズ-ルノー     |
| 1996 | ジャック・ヴィルヌーヴ           | 第4戦ヨーロッパGP      | ウィリアムズ-ルノー     |
| 1996 | オリビエ・パニス                 | 第6戦モナコGP          | リジェ-無限ホンダ       |
| 1997 | ハインツ＝ハラルド・フレンツェン | 第4戦サンマリノGP      | ウィリアムズ-ルノー     |
| 1997 | ミカ・ハッキネン                 | 最終戦ヨーロッパGP     | マクラーレン-メルセデス |
| 1999 | エディ・アーバイン               | 開幕戦オーストラリアGP | フェラーリ              |

## 2000年代
14人のドライバーが初勝利を挙げた。後述のインディ500を含めた場合、ヘイキ・コバライネンが100人目のF1ウィナーとなる。
| 年   | ドライバー                 | 初優勝を挙げたレース | コンストラクター        |
| ---- | -------------------------- | -------------------- | ----------------------- |
| 2000 | ルーベンス・バリチェロ     | 第11戦ドイツGP       | フェラーリ              |
| 2001 | ラルフ・シューマッハ       | 第4戦サンマリノGP    | ウィリアムズ-BMW        |
| 2001 | ファン・パブロ・モントーヤ | 第15戦イタリアGP     | ウィリアムズ-BMW        |
| 2003 | キミ・ライコネン           | 第2戦マレーシアGP    | マクラーレン-メルセデス |
| 2003 | ジャンカルロ・フィジケラ   | 第3戦ブラジルGP      | ジョーダン-フォード     |
| 2003 | フェルナンド・アロンソ     | 第13戦ハンガリーGP   | ルノー                  |
| 2004 | ヤルノ・トゥルーリ         | 第6戦モナコGP        | ルノー                  |
| 2006 | ジェンソン・バトン         | 第13戦ハンガリーGP   | ホンダ                  |
| 2006 | フェリペ・マッサ           | 第14戦トルコGP       | フェラーリ              |
| 2007 | ルイス・ハミルトン         | 第6戦カナダGP        | マクラーレン            |
| 2008 | ロバート・クビサ           | 第7戦カナダGP        | BMWザウバー             |
| 2008 | ヘイキ・コバライネン       | 第11戦ハンガリーGP   | マクラーレン-メルセデス |
| 2008 | セバスチャン・ベッテル     | 第14戦イタリアGP     | トロ・ロッソ-フェラーリ |
| 2009 | マーク・ウェバー           | 第9戦ドイツGP        | レッドブル-ルノー       |

## 2010年代
6人のドライバーが初勝利を挙げた。
| 年   | ドライバー                 | 初優勝を挙げたレース | コンストラクター          |
| ---- | -------------------------- | -------------------- | ------------------------- |
| 2012 | ニコ・ロズベルグ           | 第3戦中国GP          | メルセデス                |
| 2012 | パストール・マルドナド     | 第5戦スペインGP      | ウィリアムズ-ルノー       |
| 2014 | ダニエル・リカルド         | 第7戦カナダGP        | レッドブル-ルノー         |
| 2016 | マックス・フェルスタッペン | 第5戦スペインGP      | レッドブル-タグ・ホイヤー |
| 2017 | バルテリ・ボッタス         | 第4戦ロシアGP        | メルセデス                |
| 2019 | シャルル・ルクレール       | 第13戦ベルギーGP     | フェラーリ                |

## 2020年代
7人のドライバーが初勝利を挙げている。後述のインディ500を含めない場合、セルジオ・ペレスが100人目のF1ウィナーとなる。
| 年   | ドライバー           | 初優勝を挙げたレース | コンストラクター                   |
| ---- | -------------------- | -------------------- | ---------------------------------- |
| 2020 | ピエール・ガスリー   | 第8戦イタリアGP      | アルファタウリ-ホンダ              |
| 2020 | セルジオ・ペレス     | 第16戦サヒールGP     | レーシング・ポイント-BWTメルセデス |
| 2021 | エステバン・オコン   | 第11戦ハンガリーGP   | アルピーヌ-ルノー                  |
| 2022 | カルロス・サインツ   | 第10戦イギリスGP     | フェラーリ                         |
| 2022 | ジョージ・ラッセル   | 第21戦サンパウロGP   | メルセデス                         |
| 2024 | ランド・ノリス       | 第6戦マイアミGP      | マクラーレン-メルセデス            |
| 2024 | オスカー・ピアストリ | 第13戦ハンガリーGP   | マクラーレン-メルセデス            |

## インディ500
1950年-1960年のインディ500のみに出場し、優勝したドライバーの一覧。10人が勝利を挙げた（ビル・ブコビッチのみ2勝（1953年-1954年）、他の9人は1勝）。
| ドライバー           | 初優勝 | コンストラクター              | 所属チーム           |
| -------------------- | ------ | ----------------------------- | -------------------- |
| ジョニー・パーソンズ | 1950   | カーティス-オッフェンハウザー | カーティス・クラフト |
| リー・ワラード       | 1951   | カーティス-オッフェンハウザー | マレル・ベランガー   |
| トロイ・ラットマン   | 1952   | クズマ-オッフェンハウザー     | J. C. アガジャニアン |
| ビル・ブコビッチ     | 1953   | カーティス-オッフェンハウザー | ハワード・ケック     |
| ボブ・スウェイカート | 1955   | カーティス-オッフェンハウザー | ジョン・ジンク       |
| パット・フラハーティ | 1956   | ワトソン-オッフェンハウザー   | ジョン・ジンク       |
| サム・ハンクス       | 1957   | サリー-オッフェンハウザー     | ジョージ・サリー     |
| ジミー・ブライアン   | 1958   | サリー-オッフェンハウザー     | ジョージ・サリー     |
| ロジャー・ウォード   | 1959   | ワトソン-オッフェンハウザー   | リーダー・カーズ     |
| ジム・ラスマン       | 1960   | ワトソン-オッフェンハウザー   | ケン・ポール         |

## 各種記録
- 2024年終了時点。
- 太字は2025年のF1世界選手権に参戦するドライバー。

### 優勝回数
| 順位  | 回数 | ドライバー                 |
| ----- | ---- | -------------------------- |
| 1     | 105  | ルイス・ハミルトン         |
| 2     | 91   | ミハエル・シューマッハ     |
| 3     | 63   | マックス・フェルスタッペン |
| 4     | 53   | セバスチャン・ベッテル     |
| 5     | 51   | アラン・プロスト           |
| 6     | 41   | アイルトン・セナ           |
| 7     | 32   | フェルナンド・アロンソ     |
| 8     | 31   | ナイジェル・マンセル       |
| 9     | 27   | ジャッキー・スチュワート   |
| 10    | 25   | ジム・クラーク             |
| 出典: |      |                            |

### 国籍別優勝回数
| 順位  | 国名             | 回数 | ドライバー | 人数 |
| ----- | ---------------- | ---- | --- | ---- |
| 1     | イギリス         | 317  | ルイス・ハミルトン（105） ナイジェル・マンセル（31） ジャッキー・スチュワート（27） ジム・クラーク（25） デイモン・ヒル（22） スターリング・モス（16） ジェンソン・バトン（15） グラハム・ヒル（14） デイビッド・クルサード（13） ジェームス・ハント（10） トニー・ブルックス（6） ジョン・サーティース（6） ジョン・ワトソン（5） エディ・アーバイン（4） ランド・ノリス（4） マイク・ホーソーン（3） ピーター・コリンズ（3） ジョニー・ハーバート（3） ジョージ・ラッセル（3） イネス・アイルランド（1） ピーター・ゲシン（1） | 21   |
| 2     | ドイツ           | 179  | ミハエル・シューマッハ（91） セバスチャン・ベッテル（53） ニコ・ロズベルグ（23） ラルフ・シューマッハ（6） ハインツ＝ハラルド・フレンツェン（3） ヴォルフガング・フォン・トリップス（2） ヨッヘン・マス（1） | 7    |
| 3     | ブラジル         | 101  | アイルトン・セナ（41） ネルソン・ピケ（23） エマーソン・フィッティパルディ（14） ルーベンス・バリチェロ（11） フェリペ・マッサ（11） カルロス・パーチェ（1） | 6    |
| 4     | フランス         | 81   | アラン・プロスト（51） ルネ・アルヌー（7） ジャック・ラフィット（6） ディディエ・ピローニ（3） モーリス・トランティニアン（2） パトリック・デパイユ（2） ジャン＝ピエール・ジャブイーユ（2） パトリック・タンベイ（2） フランソワ・セベール（1） ジャン＝ピエール・ベルトワーズ（1） ジャン・アレジ（1） オリビエ・パニス（1） ピエール・ガスリー（1） エステバン・オコン（1） | 14   |
| 5     | オランダ         | 63   | マックス・フェルスタッペン（63） | 1    |
| 6     | フィンランド     | 57   | キミ・ライコネン（21） ミカ・ハッキネン（20） バルテリ・ボッタス（10） ケケ・ロズベルグ（5） ヘイキ・コバライネン（1） | 5    |
| 7     | オーストラリア   | 45   | ジャック・ブラバム（14） アラン・ジョーンズ（12） マーク・ウェバー（9） ダニエル・リカルド（8） オスカー・ピアストリ（6） | 5    |
| 8     | イタリア         | 43   | アルベルト・アスカリ（13） リカルド・パトレーゼ（6） ジュゼッペ・ファリーナ（5） ミケーレ・アルボレート（5） ジャンカルロ・フィジケラ（3） エリオ・デ・アンジェリス（2） ルイジ・ファジオーリ（1） ピエロ・タルッフィ（1） ルイジ・ムッソ（1） ジャンカルロ・バゲッティ（1） ロレンツォ・バンディーニ（1） ルドヴィコ・スカルフィオッティ（1） ヴィットリオ・ブランビラ（1） アレッサンドロ・ナニーニ（1） ヤルノ・トゥルーリ （1）                                                                                              | 15   |
| 9     | オーストリア     | 41   | ニキ・ラウダ（25） ゲルハルト・ベルガー（10） ヨッヘン・リント（6） | 3    |
| 10    | アルゼンチン     | 38   | ファン・マヌエル・ファンジオ（24） カルロス・ロイテマン（12） ホセ・フロイラン・ゴンザレス（2） | 3    |
| 11    | スペイン         | 36   | フェルナンド・アロンソ（32） カルロス・サインツ（4） | 2    |
| 12    | アメリカ         | 33   | マリオ・アンドレッティ（12） ダン・ガーニー（4） フィル・ヒル（3） ピーター・レブソン（2） リッチー・ギンサー（1） *以下のドライバーはインディ500のみ出場。 ビル・ブコビッチ（2） ジョニー・パーソンズ（1） リー・ワラード（1） トロイ・ラットマン（1） ボブ・スウェイカート（1） パット・フラハーティ（1） サム・ハンクス（1） ジミー・ブライアン（1） ロジャー・ウォード（1） ジム・ラスマン（1） | 15   |
| 13    | カナダ           | 17   | ジャック・ヴィルヌーヴ（11） ジル・ヴィルヌーヴ（6） | 2    |
| 14    | ニュージーランド | 12   | デニス・ハルム（8） ブルース・マクラーレン（4） | 2    |
| 14    | スウェーデン     | 12   | ロニー・ピーターソン（10） ヨアキム・ボニエ（1） グンナー・ニルソン（1） | 3    |
| 16    | ベルギー         | 11   | ジャッキー・イクス（8） ティエリー・ブーツェン（3） | 2    |
| 17    | 南アフリカ       | 10   | ジョディー・シェクター（10） | 1    |
| 18    | メキシコ         | 8    | セルジオ・ペレス（6） ペドロ・ロドリゲス（2） | 2    |
| 18    | モナコ           | 8    | シャルル・ルクレール（8） | 1    |
| 20    | スイス           | 7    | クレイ・レガツォーニ（5） ジョー・シフェール（2） | 2    |
| 20    | コロンビア       | 7    | ファン・パブロ・モントーヤ（7） | 1    |
| 22    | ポーランド       | 1    | ロバート・クビサ（1） | 1    |
| 22    | ベネズエラ       | 1    | パストール・マルドナド（1） | 1    |
| 出典: |                  |      | |      |

### 年間優勝回数
| 順位  | 回数 | ドライバー                 | 年度（レース数）                                                       |
| ----- | ---- | -------------------------- | ---------------------------------------------------------------------- |
| 1     | 19   | マックス・フェルスタッペン | 2023年（全22戦）                                                       |
| 2     | 15   | マックス・フェルスタッペン | 2022年（全22戦）                                                       |
| 3     | 13   | ミハエル・シューマッハ     | 2004年（全18戦）                                                       |
| 3     | 13   | セバスチャン・ベッテル     | 2013年（全19戦）                                                       |
| 5     | 11   | ミハエル・シューマッハ     | 2002年（全17戦）                                                       |
| 5     | 11   | セバスチャン・ベッテル     | 2011年（全19戦）                                                       |
| 5     | 11   | ルイス・ハミルトン         | 2014年（全19戦）、2018年（全21戦）、2019年（全21戦）、2020年（全17戦） |
| 出典: |      |                            |                                                                        |

### 連続優勝
| 順位  | 回数 | ドライバー                 | レース                                                  |
| ----- | ---- | -------------------------- | ------------------------------------------------------- |
| 1     | 10   | マックス・フェルスタッペン | 2023年マイアミグランプリ - 2023年イタリアグランプリ     |
| 2     | 9    | セバスチャン・ベッテル     | 2013年ベルギーグランプリ - 2013年ブラジルグランプリ     |
| 2     | 9    | マックス・フェルスタッペン | 2023年日本グランプリ - 2024年サウジアラビアグランプリ   |
| 4     | 7    | アルベルト・アスカリ       | 1952年ベルギーグランプリ - 1953年アルゼンチングランプリ |
| 4     | 7    | ミハエル・シューマッハ     | 2004年ヨーロッパグランプリ - 2024年ハンガリーグランプリ |
| 4     | 7    | ニコ・ロズベルグ           | 2015年メキシコグランプリ - 2016年ロシアグランプリ       |
| 出典: |      |                            |                                                         |

### デビュー戦で優勝
（出典: ）
- ジュゼッペ・ファリーナ - 1950年イギリスグランプリで記録。F1最初のレースであるため、出走したドライバー全員がデビュー戦となる。
- ジョニー・パーソンズ（英語版） - 1950年のインディ500で記録。F1世界選手権に組み込まれた最初のインディ500であり、このレースにF1ドライバーは参戦していないため、出走したドライバー全員がデビュー戦となる。
- ジャンカルロ・バゲッティ - 1961年フランスグランプリで記録。上記2名は先述した理由により、実質的に唯一の記録となる。

### デビューから遅い優勝
| 順位  | レース数 | ドライバー               | レース                     |
| ----- | -------- | ------------------------ | -------------------------- |
| 1     | 190      | セルジオ・ペレス         | 2020年サヒールグランプリ   |
| 2     | 150      | カルロス・サインツ       | 2022年イギリスグランプリ   |
| 3     | 130      | マーク・ウェバー         | 2009年ドイツグランプリ     |
| 4     | 124      | ルーベンス・バリチェロ   | 2000年ドイツグランプリ     |
| 5     | 117      | ヤルノ・トゥルーリ       | 2004年モナコグランプリ     |
| 6     | 113      | ジェンソン・バトン       | 2006年ハンガリーグランプリ |
| 7     | 111      | ニコ・ロズベルグ         | 2012年中国グランプリ       |
| 8     | 110      | ジャンカルロ・フィジケラ | 2003年ブラジルグランプリ   |
| 8     | 110      | ランド・ノリス           | 2024年マイアミグランプリ   |
| 10    | 96       | ミカ・ハッキネン         | 1997年ヨーロッパグランプリ |
| 出典: |          |                          |                            |

### 最年少記録
| 順位  | 年齢      | ドライバー                 | レース                     |
| ----- | --------- | -------------------------- | -------------------------- |
| 1     | 18歳228日 | マックス・フェルスタッペン | 2016年スペイングランプリ   |
| 2     | 21歳73日  | セバスチャン・ベッテル     | 2008年イタリアグランプリ   |
| 3     | 21歳320日 | シャルル・ルクレール       | 2019年ベルギーグランプリ   |
| 4     | 22歳26日  | フェルナンド・アロンソ     | 2003年ハンガリーグランプリ |
| 5     | 22歳80日  | トロイ・ラットマン※        | 1952年インディ500          |
| 6     | 22歳104日 | ブルース・マクラーレン     | 1959年アメリカグランプリ   |
| 7     | 22歳154日 | ルイス・ハミルトン         | 2007年カナダグランプリ     |
| 8     | 23歳106日 | オスカー・ピアストリ       | 2024年ハンガリーグランプリ |
| 9     | 23歳157日 | キミ・ライコネン           | 2003年マレーシアグランプリ |
| 10    | 23歳184日 | ロバート・クビサ           | 2008年カナダグランプリ     |
| 出典: |           |                            |                            |

- ※印は1950年-1960年のインディ500で優勝したドライバー

### 最年長記録
| 順位  | 年齢      | ドライバー                   | レース                         |
| ----- | --------- | ---------------------------- | ------------------------------ |
| 1     | 53歳22日  | ルイジ・ファジオーリ         | 1951年フランスグランプリ       |
| 2     | 46歳276日 | ジュゼッペ・ファリーナ       | 1953年イタリアグランプリ       |
| 3     | 46歳41日  | ファン・マヌエル・ファンジオ | 1957年ドイツグランプリ         |
| 4     | 45歳219日 | ピエロ・タルッフィ           | 1952年スイスグランプリ         |
| 5     | 43歳339日 | ジャック・ブラバム           | 1970年南アフリカグランプリ     |
| 6     | 42歳321日 | サム・ハンクス※              | 1957年インディ500              |
| 7     | 41歳97日  | ナイジェル・マンセル         | 1994年オーストラリアグランプリ |
| 8     | 40歳200日 | モーリス・トランティニアン   | 1958年モナコグランプリ         |
| 9     | 40歳92日  | グラハム・ヒル               | 1969年モナコグランプリ         |
| 10    | 39歳312日 | クレイ・レガツォーニ         | 1979年イギリスグランプリ       |
| 出典: |           |                              |                                |

- ※印は1950年-1960年のインディ500で優勝したドライバー